# DFS 346
DFS 346 bylo experimentální raketové vysokorychlostní letadlo vyvíjené v Německu během 2. světové války. Bylo navrženo Felixem Krachtem pro DFS (Deutsche Forschungsanstalt für Segelflug – Německý výzkumný ústav bezmotorového létání). Nedokončený prototyp byl ukořistěn Rudou armádou. Po válce byl odvezen do SSSR, kde byl přestavěn, testován a zalétán.
Z konstrukce DFS 346 vycházel sovětský experimentální raketový letoun Bisnovat 5, zkoušený v letech 1948 až 1949.

## Koncept
DFS 346 byl paralelní projekt s DFS 228. Byl to projekt průzkumného letounu schopného létat ve velkých výškách. Zatímco DFS 228 měl design konvenčního kluzáku, DFS 346 měl velmi šípovité křídlo a proudnicový trup. Jeho konstruktéři věřili, že tak dokáže překonat zvukovou bariéru. Podobně jako DFS 228 obsahoval i záchrannou kapsli pro pilota, původně navrženou pro DFS 54 před válkou. Pilot byl umístěn v pozici na břiše podobně jako u prototypu DFS 228. Důvodem bylo snadnější překonávání přetížení a také snaha o co největší šetření prostorem. DFS 346 měl být vypouštěn z většího letadla, bylo plánováno použití bombardéru Dornier Do 217. Po odhození z bombardéru by se nastartoval raketový motor Walter 509B/C a letoun by zrychloval až na předpokládanou maximální rychlost Mach 2,6 a nabral by výšku 30 500 metrů, kde se motor mohl vypnout. Při operačním nasazení by potom letadlo plachtilo nad Anglií, provádělo fotografický průzkum a pomalu klesalo, ale stále by mělo vysokou rychlost. Po dokončení mise by se motor znovu zapnul, letadlo by nabralo výšku a doletělo do Německa nebo severní Francie.

## Konstrukce
DFS 346 měl celokovovou konstrukci. Přední část trupu bylo rotační těleso vytvořené na základě profilu NACA 0012-0,66-50. Střední část byla válcovitá. Pravděpodobně kvůli šetření prostorem stroj neměl kola, ale přistávací lyže, což často způsobovalo problémy. Křídlo mělo šípovitost 45°.
Raketový motor se skládal ze dvou spalovacích komor – jedné se slabším tahem, která sloužila pro normální let a druhé se silnějším tahem pro start ze země a stoupání a pro použití v krátkých periodách, kdy byl potřebný maximální tah.

## Vývoj

346-3 v řezu

### Během války
Jelikož letadlo mělo mít celokovovou konstrukci a DFS nemělo potřebné zařízení pro stavbu celokovových letadel, tak byla stavbou prototypu pověřena společnost Siebel Werke v Halle. Zde padly do rukou Sovětům modely zkoušené v aerodynamickém tunelu a nedokončený prototyp.

### Po válce
22. října 1946 sovětská OKB-2 (Experimentální konstrukční kancelář 2) pod vedením Hanse Rössinga a Alexandra Berezňaka dostala za úkol pokračovat v konstrukci a vývoji DFS 346, nyní jednoduše nazývaného „Samoljot 346“. Prototyp byl dokončen a testován v aerodynamickém tunelu CAGI T-101. Testy odhalily aerodynamické nedostatky, které vyvolávaly nestabilitu letounu. Po testech byly na křídlo vylepšené verze DFS-346 nainstalovány dva aerodynamické plůtky, aby se upravilo proudění vzduchu. Toto řešení bylo použito i u jiných sovětských letadel s šípovitými křídly z 50. a 60. let. Mezitím byla na B-25J testována záchranná kapsle a osvědčila se. Navzdory výsledkům testů a studií, které ukázaly, že letadlo nebude schopno překonat rychlost zvuku, bylo nařízeno pokračovat v testech a konstrukci.
Vývoj navazující na DFS 346 probíhal i ve francouzském státním podniku Arsenal de l'Aéronautique. Jeho základem byla ukořistěná neúplná dokumentace letounu. Byly navrženy dvě varianty, první poháněná raketovým, druhá proudovým motorem. Letoun měl sloužit jako přepadový stíhač. Tyto projekty nebyly realizovány, vznikly jen modely pro zkoušky v aerodynamickém tunelu. Byl postaven pouze kluzák Arsenal 2301, určený k ověření letových vlastností při malých rychlostech, který poprvé letěl 29. listopadu 1951. Jeho šípové křídlo bylo později nahrazeno trojúhelníkovým. Výsledky ze zkoušek byly použity při vývoji experimentálního proudového letounu s trojúhelníkovým křídlem Nord Gerfaut.

## Zkoušky v Sovětském svazu

Nouzové opuštění letounu

V roce 1947 byl zkonstruován zcela nový prototyp, spojující vylepšení z testů. Byl pojmenován 346-P a neměl motor, ale bylo přidáno závaží simulující váhu motoru a paliva. 346-P byl vynesen do výšky nosičem B-29, který Sověti zajali ve Vladivostoku a byl úspěšně zalétán Wolfgangem Ziesem. To vedlo k výrobě dalších třech prototypů, které již měly mít motor.

### První nehody
Menší problémy s přistáváním na sněhu nastaly u nového prototypu 346-1, který měl některé aerodynamické úpravy podle 346-P a byl Ziesem zalétán v září roku 1946. Stroj měl pouze atrapu motoru. Letadlo dosáhlo výšku 9 700 m a pilot zjistil, že kontrola nad letadlem se těžko udržuje. Proto, když se pokoušel přistát, sestupoval příliš rychle (údajně rychlostí 310 km/h) a tak se při prvním dotyku se zemí odrazil do výšky asi 3–4 metrů a letěl ještě asi 750 m. Při druhém dotyku se přistávací lyže zlomila a tak musel stroj přistát natvrdo. Ukázalo se, že sedadlo pilota a bezpečnostní pásy jsou velmi nespolehlivé, protože když dobrzdil, byl Ziese vržen hlavou proti překrytu kabiny a po nárazu ztratil vědomí. Naštěstí se mu nic vážného nestalo a po léčbě v nemocnici mohl dále létat.
Vyšetřovací tým, který nehodu vyšetřoval, dospěl k názoru, že havárie byla zaviněna pilotovou chybou – plně nevysunul přistávací lyži. Nehoda také ukázala, že ovládání stroje bylo stále nepředvídatelné. Výsledkem bylo, že všechny lety s raketovými letadly byly odloženy, dokud se piloti nenaučili pořádně ovládat bezmotorové modely a kluzáky. Poškozený 346-1 byl později opraven a modifikován na verzi 346-2. Byl úspěšně zalétán testovacím pilotem P. Kazminem v zimě 1950–1951, ale i tyto lety často končily "na břiše". V důsledku toho po posledním letu této série musel stroj opět podstoupit generální opravu. 10. května 1951 se testovací pilot Ziese vrátil do programu a pilotoval poslední lety bez pohonu s 346-2 a od 6. června prováděl testy bez pohonu s 346-3.

### Poslední lety
V červenci roku 1951 byl 346-3 kompletní a Ziese ho poprvé s pohonem zalétal 13. srpna 1951. Zájem o stroj pokračoval a při jednom z testů dosáhl stroj rychlosti Mach 0,9. Ziese letěl ještě 2. a 14. září. Poslední let však probíhal velmi špatně. Stroj se oddělil od mateřského letadla ve výšce 9 300 m, pilot zapnul motor a dosáhl rychlosti 900 km/h. Motor pracoval jak se očekávalo a 346-3 rychle zrychloval, ale začal rychle stoupat a brzy letěl velmi blízko mateřského letadla. Ziese hlásil, že ovládání nefunguje a začíná ztrácet výšku. Pozemní středisko mu nařídilo použít záchrannou kapsli, což také udělal. Stalo se tak ve výšce 6 500 m a Ziese úspěšně přistál. Po ztrátě tohoto letadla byl projekt ukončen.

## Varianty
- DFS-346 – První prototyp postavený společností Siebel Werke. Byl odvezen do SSSR, kde ho testovala OKB-2 v aerodynamickém tunelu CAGI. Později byl sešrotován, neboť nebyl letuschopný.
- 346-P – Tento stroj byl prvním letadlem tohoto typu, vyrobeným po válce. Byl sestaven v roce 1948 německými inženýry. Na první pohled byl téměř identický s původní konstrukcí, ale byl z něj odstraněn podvozek kvůli odlehčení.
- 346-1 (A) – Stavba 346-1 byla dokončena 5. května 1949. Místo motoru měl stroj jen atrapu a byly provedeny menší úpravy ocasu a kormidel.
- 346-2 (D) – Totéž co 346-1, ale už měl skutečný raketový motor.
- 346-3 – Jediné letadlo, které letělo s raketovým motorem a dvakrát dosáhlo rychlosti blízké rychlosti zvuku

## Specifikace (346-3)

DFS 346-1

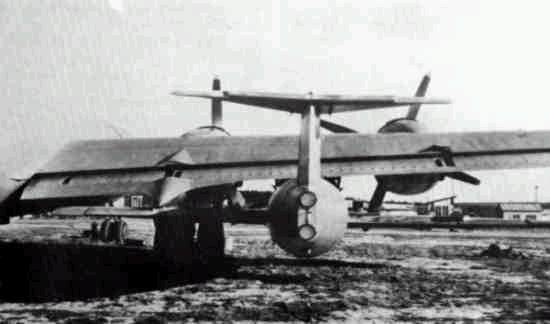
DFS 346

### Technické údaje
- Posádka: 1 pilot
- Délka: 13,45 m
- Výška: 3,54 m
- Rozpětí křídel: 9 m
- Nosná plocha: 19,9 m²
- Hmotnost prázdného stroje: 2 100 kg
- Vzletová hmotnost: 5 230 kg

### Výkony
- Předpokládaná maximální rychlost: 2 765 km/h
- Maximální rychlost: 900 km/h
- Předpokládaný dostup: 35 000 m
- Předpokládaná stoupavost: 6 000 m/min